# Сюддюрс (муніципалітет)
Сюддюрс (дан. Syddjurs) — муніципалітет у регіоні Центральна Ютландія королівства Данія. Площа — 689.8  квадратних кілометрів. Адміністративний центр муніципалітету — місто Ренде.

## Населення
У 2012 році населення муніципалітету становило 41 815 осіб.